# Liste des navires de l'US Navy impliqués dans la bataille de Guadalcanal
Le plan d'invasion de l'île de Guadalcanal prévoyait pour l'essentiel trois groupes navals (Task Force) majeurs. Deux d'entre eux étaient placés sous le commandement suprême du vice-amiral Frank J. Fletcher. Le premier de ces deux groupes navals, la Task Force NEGAT, commandé par le rear admiral Leigh Noyes était destiné à fournir l'appui aérien pour l'attaque. Cette Task Force se divisait en trois groupes aéronavals, organisés chacun autour d'un porte-avion différent.
Le second groupe naval, la Task Force TARE, sous le commandement du rear admiral Richmond K. Turner constituait la force d'assaut amphibie. Cette Task Force se divisait en deux groupes de transport (Groupe X-RAY et YOKE) et un groupe d'appui feu (groupe LOVE) chargés de mener l'attaque principale, en transportant et en débarquant la force d'occupation des Marines, et en protégeant les convois de navires de transport de troupe des attaques de surface.
Le troisième groupe naval, la Task Force MIKE, sous le commandement du rear admiral John S. McCain était avant tout composé d'unités aériennes basées sur les îles environnantes. Cette task-force, avait pour mission d'assurer les reconnaissances aériennes et les bombardements préparatoires des zones d'opération au moyen d'avions basés à terre et en mer.
L'amiral Fletcher détenait le commandement suprême des Task Forces NEGAT et TARE et son fanion se trouvait à bord du Saratoga. L'amiral McCain, quant à lui était directement responsable auprès du Commandement des Forces du Pacifique Sud.
Les forces étaient organisées de la manière suivante :
- Navires endommagés au cours des opérations
- Navires coulés au cours des opérations

## Unités navales ayant participé au débarquement[1]

### Force navale d'appui aérien
| Task Force 61 (nom de code : Task Force NEGAT) – Appui aérien – Sous le commandement du rear admiral Leigh Noyes | Task Force 61 (nom de code : Task Force NEGAT) – Appui aérien – Sous le commandement du rear admiral Leigh Noyes | Task Force 61 (nom de code : Task Force NEGAT) – Appui aérien – Sous le commandement du rear admiral Leigh Noyes | Task Force 61 (nom de code : Task Force NEGAT) – Appui aérien – Sous le commandement du rear admiral Leigh Noyes | Task Force 61 (nom de code : Task Force NEGAT) – Appui aérien – Sous le commandement du rear admiral Leigh Noyes | Task Force 61 (nom de code : Task Force NEGAT) – Appui aérien – Sous le commandement du rear admiral Leigh Noyes | Task Force 61 (nom de code : Task Force NEGAT) – Appui aérien – Sous le commandement du rear admiral Leigh Noyes |
| Task Unit 61.1.1                                                                                                 | Task Unit 61.1.1                                                                                                 | Task Unit 61.1.1                                                                                                 | Task Unit 61.1.1                                                                                                 | Task Unit 61.1.1                                                                                                 | Task Unit 61.1.1 | Task Unit 61.1.1                                                                                                 |
| Type | Identification du bâtiment                                                                                       | Identification du bâtiment                                                                                       | Code de nomenclature                                                                                             | Commandant | Commentaires | Réf. |
| --- | --- | --- | --- | --- | --- | --- |
| Porte-avions | USS Saratoga | | CV-3 | Capt. DeWitt C. Ramsey                                                                                           | - Arrivé le 28 juillet 1942 dans les îles Fidji - Lourdement endommagé lors de la bataille des Salomon orientales | , |
| Croiseur | USS Minneapolis                                                                                                  | | CA-36 | Capt. Frank J. Lowry                                                                                             | - Arrivé fin juillet 1942 - Lourdement endommagé par une torpille à la bataille de Tassafaronga le 30 novembre 1943 | , |
| Croiseur | USS New Orleans                                                                                                  | | CA-32 | Capt. Walter S. DeLany                                                                                           | - Arrivé fin juillet 1942 au large des îles Fidji - Participe à la bataille des Salomon orientales - Participe à la bataille de Tassafaronga au cours de laquelle il est lourdement endommagé le 30 novembre 1943 | , |
| Destroyer | USS Phelps | | DD-360 | Lt. Comdr. Edward L. Beck                                                                                        | - Arrivé fin juillet 1942 | , |
| Destroyer | USS Farragut | | DD-348 | Lt. Comdr. Henry D. Rozendal                                                                                     | - Arrivé fin juillet 1942 - Participe à la bataille des Salomon orientales | , |
| Destroyer | USS Worden | | DD-352 | Lt. Comdr. William G. Pogue                                                                                      | - Arrivé le 25 juillet 1942 à Nouméa - Participe à la bataille des Salomon orientales - Départ le 12 septembre 1942, escortant l'USS Saratoga lourdement endommagé lors de la bataille des Salomon orientales vers Tongatabu dans les îles Tonga, puis vers San Francisco à partir du 23 septembre 1942                                                                                                  | , |
| Destroyer | USS Macdonough                                                                                                   | | DD-351 | Lt. Comdr. Erle V. Dennett                                                                                       | - Arrivé fin juillet 1942 - Participe à la bataille de l'île de Savo - Départ le 22 décembre 1942 pour Mare Island | , |
| Destroyer | USS Dale | | DD-353 | Lt. Comdr. Anthony L. Rorschach                                                                                  | - Arrivé le 6 juillet 1942 pour des missions de convoyage entre les îles Fidji et les Nouvelles-Hébrides - Départ le 21 septembre 1942 pour Pearl Harbor | , |
| Task Unit 61.1.2 – Rear admiral Thomas C. Kinkaid                                                                | | | | | | |
| Type | Identification du bâtiment                                                                                       | Identification du bâtiment                                                                                       | Code de nomenclature                                                                                             | Commandant | Commentaires | Réf. |
| Porte-avions | USS Enterprise                                                                                                   | | CV-6 | Capt. Arthur C. Davis (en)                                                                                       | - Arrivé fin juillet 1942 - Lourdement endommagé lors de la Bataille des Salomon orientales le 24 août 1942 il retourne à Pearl Harbor - Retour fin octobre 1942 - Participe à la bataille des îles Santa Cruz - Participe à la bataille navale de Guadalcanal au cours de laquelle il est à nouveau endommagé                                                                                           | , |
| Cuirassé | USS North Carolina                                                                                               | | BB-55 | Capt. George H. Fort                                                                                             | - Participe à la bataille des Salomon orientales - Lourdement endommagé par une torpille le 15 septembre 1942 | , |
| Croiseur lourd                                                                                                   | USS Portland | | CA-33 | Capt. Laurence T. DuBose                                                                                         | - Arrivé le 7 août 1942 - Participe à la bataille des Salomon orientales - Participe à la bataille des îles Santa Cruz - Participe à la bataille navale de Guadalcanal au cours de laquelle il est lourdement endommagé par une torpille le 13 novembre 1942 - Départ le 13 novembre 1942 | , |
| Croiseur Anti-aérien                                                                                             | USS Atlanta | | CL-51 | Lt. Comdr. Samuel P. Jenkins                                                                                     | - Arrivé le 24 juillet 1942 à Nukuʻalofa - Participe à la bataille des Salomon orientales - Lourdement endommagé par une torpille et de nombreux impacts d'obus ennemis mais également amis lors de la Bataille navale de Guadalcanal 13 novembre 1942. Il est coulé sur ordre de son capitaine après avoir sauvé les survivants de l'équipage.                                                          | , |
| Destroyer | USS Balch | | DD-306 | Lt. Comdr. Harold H. Tiemroth                                                                                    | - Arrivé fin juillet 1942 - Départ le 3 septembre 1942 pour des réparations à Pearl Harbor avec la Task Force 16 - Retour le 22 novembre 1942 à Viti Levu dans les Îles Fidji | , |
| Destroyer | USS Maury | | DD-401 | Lt. Comdr. Gilzer L. Sims                                                                                        | - Arrivé le 7 août 1942 - Participe à la bataille des Salomon orientales - Départ le 3 septembre 1942 pour Pearl Harbor avec la Task Force 16 - Retour le 26 octobre 1942 au sein de la TF 16 - Participe à la bataille des îles Santa Cruz | , |
| Destroyer | USS Gwin | | DD-433 | Comdr. John M. Higgins                                                                                           | - Arrivé fin juillet 1942 - Participe à la bataille navale de Guadalcanal au cours de laquelle il est lourdement endommagé le 13 novembre 1942 - Départ le 20 novembre 1942 pour Pearl Harbor puis Mare Island après avoir débarqué les survivants de l'USS Benham | , |
| Destroyer | USS Benham | | DD-397 | Lt. Comdr. Joseph M. Worthington                                                                                 | - Arrivé fin juillet 1942 - Participe à la bataille des Salomon orientales - Participe à la bataille des îles Santa Cruz - Torpillé par des destroyers de la Marine impériale japonaise le 15 novembre 1942 lors de la bataille navale de Guadalcanal | , |
| Destroyer | USS Grayson | | DD-435 | Lt. Comdr. Frederick J. Bell                                                                                     | - Arrivé fin juillet 1942 - Participe à la bataille des Salomon orientales - Réaffecté à la Task Force 11 à la suite du départ de la Task Force 16 pour réparations à Pearl Harbor début septembre | , |
| Task Unit 61.1.3 – Rear admiral Leigh Noyes                                                                      | | | | | | |
| Type | Identification du bâtiment                                                                                       | Identification du bâtiment                                                                                       | Code de nomenclature                                                                                             | Commandant | Commentaires | Réf. |
| Porte-avions | USS Wasp | | CV-7 | Capt. Forrest P. Sherman (en)                                                                                    | - Arrivé le 18 juillet 1942 à Nuku'alofa dans les Îles Tonga - Le Wasp a été coulé par le sous-marin japonais I-19, le 15 septembre 1942 alors qu'il participait à la protection du convoi transportant le 7e régiment de Marines | , |
| Croiseur lourd                                                                                                   | USS San Francisco                                                                                                | | CA-38 | Capt. Cassin Young (en)                                                                                          | - Arrivé dans les Îles Fidji au mois de juillet 1942 - Participe à la bataille du cap Espérance - Participe à la bataille navale de Guadalcanal au cours de laquelle il est lourdement endommagé - Départ de Nouméa pour San Francisco le 23 novembre 1942 | , |
| Croiseur lourd                                                                                                   | USS Salt Lake City                                                                                               | | CA-25 | Capt. Ernest G. Small (en)                                                                                       | - Arrivé en juillet 1942 avec l'escorte de l'USS Wasp - Participe à la bataille du cap Espérance au cours de laquelle il est touché à trois reprises par des obus de gros calibre - Départ fin octobre pour Pearl Harbor où il arrive le 1er novembre 1942 | , |
| Destroyer | USS Lang | | DD-399 | Comdr. James C. Pollock                                                                                          | - Arrivé le 18 juillet 1942 à Nuku'alofa dans les Îles Tonga | , |
| Destroyer | USS Sterett | | DD-407 | Comdr. Jesse G. Coward                                                                                           | - Arrivé au cours du mois de juillet 1942 - Participe à la bataille navale de Guadalcanal au cours de laquelle il est endommagé notamment par des tirs du cuirassé Hiei au torpillage duquel il participe - Quitte les Nouvelles Hébrides le 24 novembre 1942 après des réparations sommaires pour rejoindre les chantiers navals de Mare Island - Il revient dans les Îles Salomon au mois de mars 1943 | , |
| Destroyer | USS Aaron Ward                                                                                                   | | DD-483 | Lt. Comdr. Orville F. Gregor                                                                                     | - Arrivé en juillet 1942 - Participe à la bataille navale de Guadalcanal au cours de laquelle il est lourdement endommagé - Evacué sur Pearl Harbor pour réparations - Retour dans les Îles Salomon le 6 février 1942 | , |
| Destroyer | USS Stack | | DD-406 | Lt. Comdr. Alvord J. Greenacre                                                                                   | - Arrivé le 18 juillet 1942 à Nuku'alofa dans les Îles Tonga - Départ le 16 janvier 1943 pour les chantiers navals de Mare Island | , |
| Destroyer | USS Laffey | | DD-459 | Lt. Comdr. William E. Hank                                                                                       | - Arrivé le 28 août 1942 - Participe à la bataille du cap Espérance - Coulé le 13 novembre 1942 par le cuirassé Hiei au début de la bataille navale de Guadalcanal | , |
| Destroyer | USS Farenholt | | DD-491 | Lt. Comdr. Eugene T. Seaward                                                                                     | - Arrivé le 18 juillet 1942 à Nuku'alofa dans les Îles Tonga - Lourdement endommagé dans la nuit du 11 au 12 octobre 1942 au cours de la bataille du cap Espérance - Départ le 13 octobre 1942 pour réparations à Pearl Harbor | , |
| Pétrolier | USS Platte | | AO-24 | Capt. Ralph H. Henkle                                                                                            | - Arrivé le 10 août 1942 | , |
| Pétrolier | USS Cimarron | | AO-22 | Comdr. Russell M. Ihrig                                                                                          | - Arrivé en juillet 1942 - Départ au mois de novembre 1942 pour des réparations à San Francisco - Retour dans les Îles Salomon à la fin du mois de décembre 1942 | , |
| Pétrolier | USS Kaskaskia | | AO-27 | Comdr. Walter L. Taylor                                                                                          | | , |
| Pétrolier | USS Sabine | | AO-25 | Capt. Houston L. Maples                                                                                          | - Arrivé en août 1942 - Participe à la bataille des Salomon orientales - Participe à la bataille des îles Santa Cruz - Départ en janvier 1943 | , |
| Pétrolier | USS Kanawha | | AO-1 | Comdr. Kendall S. Reed                                                                                           | - Arrivé en 18 mai 1942 - Départ de Pago Pago le 12 octobre 1942 pour San Francisco où il arrive le 29 octobre 1942 | , |

### Force navale de transport
| Task Force 62 (nom de code : Task Force TARE) – Force d'assaut amphibie – Sous le commandement du rear admiral Richmond K. Turner | Task Force 62 (nom de code : Task Force TARE) – Force d'assaut amphibie – Sous le commandement du rear admiral Richmond K. Turner | Task Force 62 (nom de code : Task Force TARE) – Force d'assaut amphibie – Sous le commandement du rear admiral Richmond K. Turner | Task Force 62 (nom de code : Task Force TARE) – Force d'assaut amphibie – Sous le commandement du rear admiral Richmond K. Turner | Task Force 62 (nom de code : Task Force TARE) – Force d'assaut amphibie – Sous le commandement du rear admiral Richmond K. Turner | Task Force 62 (nom de code : Task Force TARE) – Force d'assaut amphibie – Sous le commandement du rear admiral Richmond K. Turner | Task Force 62 (nom de code : Task Force TARE) – Force d'assaut amphibie – Sous le commandement du rear admiral Richmond K. Turner | Task Force 62 (nom de code : Task Force TARE) – Force d'assaut amphibie – Sous le commandement du rear admiral Richmond K. Turner |
| Groupe de Transport XRAY (TG 62.1) - Capt. Lawrence F. Reifsnider                                                                 | Groupe de Transport XRAY (TG 62.1) - Capt. Lawrence F. Reifsnider                                                                 | Groupe de Transport XRAY (TG 62.1) - Capt. Lawrence F. Reifsnider                                                                 | Groupe de Transport XRAY (TG 62.1) - Capt. Lawrence F. Reifsnider                                                                 | Groupe de Transport XRAY (TG 62.1) - Capt. Lawrence F. Reifsnider                                                                 | Groupe de Transport XRAY (TG 62.1) - Capt. Lawrence F. Reifsnider | Groupe de Transport XRAY (TG 62.1) - Capt. Lawrence F. Reifsnider                                                                 | |
| Division de transport AFFIRM (TD 62.1.1) commandé par le Capt. Paul S. Theiss                                                     | Division de transport AFFIRM (TD 62.1.1) commandé par le Capt. Paul S. Theiss                                                     | Division de transport AFFIRM (TD 62.1.1) commandé par le Capt. Paul S. Theiss                                                     | Division de transport AFFIRM (TD 62.1.1) commandé par le Capt. Paul S. Theiss                                                     | Division de transport AFFIRM (TD 62.1.1) commandé par le Capt. Paul S. Theiss                                                     | Division de transport AFFIRM (TD 62.1.1) commandé par le Capt. Paul S. Theiss | Division de transport AFFIRM (TD 62.1.1) commandé par le Capt. Paul S. Theiss                                                     | |
| Type | Identification du bâtiment | Identification du bâtiment | Code de nomenclature | Commandant | Commentaires - Unités transportées | Réf. | |
| --- | --- | --- | --- | --- | --- | --- | --- |
| Destroyer de transport | USS Fuller | | AP-14 | Capt. Paul S. Theiss | - Arrivé le 22 mai 1942 à Wellington en Nouvelle-Zélande - Unités transportées : - Unités du Groupement interarmes A (Combat Group A) (LtCol. F. C. Biebush) : - Un détachement de la compagnie de commandement et de services (CCS) du 5e régiment de Marines - Un détachement de la CCS du 1er bataillon de sapeurs - Un détachement de la CCS du 1er bataillon de tracteurs amphibies - Groupement tactique interarmes no 3 (Combat Team #3) du LtCol. F.C.Biebush - 3e bataillon du 5e régiment de Marines - Batterie F du 11e régiment de Marines - 3e section, compagnie A, 1er bataillon de génie - 3e section, compagnie A, 1er bataillon de sapeurs - 3e section, compagnie A, 1er bataillon de tracteurs amphibies | , | |
| Destroyer de transport | USS American Legion | | AP-35 | Capt. Thomas D. Warner | - Arrivé le 20 mai 1942 à Wellington en Nouvelle-Zélande - Unités transportées : - Unités du Groupement interarmes A (Combat Group A) (LtCol. W. E. Maxwell) : - Compagnie de quartier général, 5e régiment de Marines - Compagnie d'appui et d'armes lourdes, 5e régiment de Marines - Compagnie A, 1er bataillon de tracteurs amphibies (moins les 1re, 2e et 3e sections) - 1re section, compagnie A, bataillon d'armes spéciales - Batterie de commandement des services (BCS), 2e bataillon, 11erégiment de Marines - Compagnies A, 1er bataillon de sapeurs (moins les sections 1, 2 et 3) - CCS du 1er bataillon de sapeurs - Un détachement de la compagnie A, 1er bataillon médical - Groupement tactique interarmes no 1 (Combat Team #1) (moins la 1re section, compagnie A, 1er bataillon de tracteurs amphibies) : - 1er bataillon, 5e régiment de Marines - Batterie D, 2e bataillon, 11erégiment de Marines - 1re section, compagnie A, 1er bataillon du génie - 1re section, compagnie A, 1er bataillon de sapeurs | , | |
| Navire cargo d'attaque | USS Bellatrix | | AK-20 | Comdr. William F. Dieterich | - Arrivé à Nukuʻalofa le 25 mai 1942 puis à Wellington le 3 juin 1942 - Unités transportées : - Unités du Groupement interarmes A (Combat Group A) (Maj. H. S. Walseth): - Compagnie A, 1er bataillon de char - 1re section, compagnie A (transport) - 1re section, compagnie A, 1er bataillon de tracteurs amphibies (organiquement rattaché au Groupement tactique interarmes no 1 (Combat Team #1) - Un détachement de la compagnie de quartier général et de services de la division - Un détachement de la batterie E, 2e bataillon, 11erégiment de Marines - Un détachement de la CCS du 1er bataillon de chars - Un détachement de la section de maintenance de la CCS du 1er bataillon de Services - 1re section, 1re compagnie de reconnaissance | , | |
| Division de transport BAKER (TD 62.1.2) commandé par le Capt. Charlie P. McFeaters                                                | | | | | | | |
| Type | Identification du bâtiment | Identification du bâtiment | Code de nomenclature | Commandant | Commentaires - Unités transportées | Réf. | |
| Transport d'attaque (en) | USS McCawley | | AP-10 | Capt. Charlie P. McFeaters | - Arrivé à Pago Pago dans les îles Tonga le 8 mai 1942, avant de poursuivre vers Wellington - Unités transportées : - Unités du Groupement interarmes B (Combat Group B) (LtCol. W. N. McKelvy, Jr.) : - Un détachement de la compagnie de quartier général divisionnaire - Un détachement de la 1re compagnie de transmissions - Compagnie d'appui et d'armes lourdes, 1er régiment de Marines (moins la section des canons de 75 mm) - Un groupe de la compagnie A (Transport) - Compagnie B du 1er bataillon de chars (moins les sections 1 et 2 ainsi que les détachements) - 2e section de la 1re compagnie d'éclairage - Un détachement de la compagnie E du 1er bataillon médical - Groupement tactique interarmes no 6 (Combat Team #6) du LtCol W. N. McKelvy, Jr. : - 3e bataillon du 1er régiment de Marines (moins un détachement de la compagnie K embarqué sur l'USS Hunter Liggett) - Batterie I, 3e bataillon, 11e régiment de Marines et un détachement de la CCS du bataillon - 3e section, compagnie C du 1er bataillon du génie - 3e section, compagnie C du 1er bataillon de sapeurs - 3e section, compagnie B du 1er bataillon de tracteurs amphibies | , | |
| Transport d'attaque (en) | USS Barnett | | AP-11 | Capt. Henry E. Thonrhill | - Arrivé à Wellington le 11 juillet 1942 - Départ d'Espiritu Santo le 4 décembre 1942 pour San Diego - Unités transportées : - Unités du Groupement interarmes B (Combat Group B) (LtCol. L. B. Cresswell) : - Compagnies C, 1er bataillon de sapeurs (moins les sections 2 et 3) plus un détachement de la CCS du 1er bataillon de sapeurs - Compagnie B, 1er bataillon de tracteurs amphibies (moins les sections 2 et 3) plus un détachement de la CCS - 1re section, compagnie B, 1er bataillon de chars - Groupement tactique interarmes no 4 (Combat Team #4) du LtCol. L. B. Cresswell : - 1er bataillon du 1er régiment de Marines - Batterie G, 3e bataillon, 11e régiment de Marines plus un détachement de la BCS du bataillon - 1re section, compagnie C du 1er bataillon du génie - 1re section, compagnie C du 1er bataillon de sapeurs - 1re section, compagnie B du 1er bataillon de tracteurs amphibies | , | |
| Transport d'attaque (en) | USS Georges F. Elliott | | AP-13 | Capt. Watson O. Bailey | - Arrivé à Wellington le 11 juillet 1942 - Coulé le 8 août 1942 par une attaque aérienne - Unités transportées : - Unités du Groupement interarmes B (Combat Group B) (LtCol. E. A. Pollock) : - Un détachement de la compagnie de quartier général divisionnaire - 2e section, compagnie B, 1er bataillon de chars - 1re et 2e section de la compagnie d'appui et d'armes lourdes du 1er régiment de Marines - Un détachement de la compagnie E du 1er bataillon médical - Groupement tactique interarmes no 5 (Combat Team #5) du LtCol. E. A. Pollock : - 2e bataillon du 1er régiment de Marines - Batterie H, 3e bataillon, 11e régiment de Marines - 2e section, compagnie C du 1er bataillon du génie - 2e section, compagnie C du 1er bataillon de sapeurs - 2e section, compagnie B du 1er bataillon de tracteurs amphibies | , | |
| Navire cargo d'attaque | USS Libra | | AK-53 | Comdr. William B. Fletcher, Jr.                                                                                                   | - Arrivé le 11 juillet 1942 à Wellington en Nouvelle-Zélande - Unités transportées : - Unités du Groupement interarmes B (Combat Group B) (Maj. L. J. Fields) : - BCS du 3e bataillon, 11e régiment de Marines - 3e section, compagnie A (transport) (moins un groupe) - Compagnie C, 1er bataillon du génie (moins les sections 1, 2 et 3) - 3e section, batterie A, 1er bataillon d'armes spéciales - Un détachement de la CCS du 1er régiment de Marines - Un détachement de la section de maintenance du 1er bataillon de services - Un détachement de la compagnie de quartier général divisionnaire - Un détachement de la compagnie E, 1er bataillon médical - Un détachement de la compagnie B, 1er bataillon de tracteurs amphibies - Un détachement de la compagnie B, 1er bataillon de chars | , | |
| Division de transport CAST (TD 62.1.3) commandé par le Capt. Lawrence F. Reifsnider                                               | | | | | | | |
| Type | Identification du bâtiment | Identification du bâtiment | Code de nomenclature | Commandant | Commentaires - Unités transportées | Réf. | |
| Transport d'attaque (en) | USS Hunter Liggett | | AP-27 | Comdr. Louis W. Perkins | - Arrivé le 28 mai 1942 à Wellington en Nouvelle-Zélande - Unités transportées : - Unités du Groupement d'appui (Support Group) (LtCol. E. H. Price) : - Sous groupement no 1 (Sub Group #1) du LtCol. E. H. Price - BCS du 11e régiment de Marines - Batterie d'armes spéciales, 11e régiment de Marines - 5e bataillon, 11e régiment de Marines - CCS du 1er bataillon de Services - 1re compagnie de Police Militaire (moins les sections 2 et 3) - CCS du 1er bataillon du génie (moins les détachements) - Un détachement de la 1re compagnie de transmissions - CCS du 1er bataillon médical - Compagnie B, 1er bataillon médical - Un détachement de la compagnie K, 3e bataillon, 1er régiment de Marines - Un détachement de la compagnie A, 1er bataillon de Services - Un détachement de la compagnie de quartier général divisionnaire | , | |
| Navire cargo d'attaque | USS Alchiba | | AK-23 | Comdr. James S. Freman | - Arrivé le 11 juillet 1942 à Wellington en Nouvelle-Zélande - Unités transportées : - Unités du Groupement d'appui (Support Group) (LtCol. G. R. Rowan) : - Sous-groupement no 3 du LtCol. G. R. Rowan : - Un détachement de la 1re compagnie de transmission - 1er bataillon de sapeurs (moins les compagnies A et C ainsi que des détachements de la CCS - 2e section, compagnie A (transport) - Détachement de la CCS du 1er bataillon de services - 1er bataillon de tracteurs amphibies (moins les compagnies A et B ainsi que des détachements de la CCS et de la compagnie C) - Un détachement de la compagnie de quartier général divisionnaire | , | |
| Navire cargo | USS Fomalhaut | | AK-22 | Comdr. Henry C. Flanagan | - Arrivé dans les Îles Samoa dès le 8 mai 1942, il rejoint Wellington en Nouvelle-Zélande le 22 juin 1942 - Unités transportées : - Unités du Groupement d'appui (Support Group) (LtCol. G. R. Rowan) : - Sous-groupement no 3 du Capt. A. D. Gorham : - Un détachement de la CCS du 1er bataillon du génie - Un détachement de la section de maintenance, CCS du 1er bataillon de services - Groupe de réparation, compagnie A, 1er bataillon de services - Un détachement du 1er bataillon de tracteurs amphibies - Un détachement de la compagnie de quartier général divisionnaire - Un détachement de commandement du 1er bataillon de sapeurs - Un détachement de la compagnie A, 1er bataillon de sapeurs | , | |
| Navire cargo d'attaque | USS Betelgeuse | | AK-28 | Comdr. Harry D. Power | - Arrivé le 7 août 1942 au large de Guadalcanal - Unités transportées : - Unités du 3e bataillon de défense du Col. Pepper - Départ le 25 décembre 1942 pour San Pedro en Californie | , | |
| Division de transport DOG (TD 62.1.4) commandé par le Capt. Ingolf N. Kiland                                                      | | | | | | | |
| Type | Identification du bâtiment | Identification du bâtiment | Code de nomenclature | Commandant | Commentaires - Unités transportées | Réf. | |
| Transport d'attaque (en) | USS Crescent City | | AP-40 | Capt. Ingolf N. Kiland | - Arrivé le 7 août 1942 au large de Guadalcanal - Unités transportées : - Unités organiques régimentaire du 2e régiment de Marines (commandement, service, soutien et appui) (sous le commandement du Capt. Doyle) - CCS du 2e régiment de Marines (moins un détachement du groupe médical et de la section de commandement) - Un détachement de la BCS du 3e bataillon, 10e régiment de Marines (moins les détachements) - La fanfare - Compagnie d'appui et d'armes lourdes, 2e régiment de Marines (moins les 1re, 2e et 3e sections (Anti-aérien et Anti-char) - Compagnie C, 2e bataillon de char (moins les détachements) - Compagnie A, 2e bataillon de tracteurs amhpibies (plus détachement groupe de réparation de la CCS) - Hôptital, compagnie D, 2e bataillon médical - Groupe de collecte, compagnie D, 2e bataillon médical - Groupe de services, compagnie D, 2e bataillon médical - Groupe de commandement et de réparation, compagnie C, 2e bataillon de services (plus un détachement de 4 hommes du groupe de transport médical et une ambulance) - 1re section anti-aérienne, batterie A, 2e bataillon d'armes spéciales - 1re section anti-char, batterie B, 2e bataillon d'armes spéciales - Hq Co A, 2e bataillon de sapeurs - Équipe de commandement no 1, section de commandement, 2e bataillon de sapeurs - Section de commandement, compagnie D, 2e bataillon médical - Un représentant de la Croix Rouge | , | |
| Transport d'attaque (en) | USS President Hayes | | AP-39 | Comdr. Francis W. Benson | - Arrivé au cours du mois de juillet 1942 dans les Îles Tonga - Unités transportées : - Groupement tactique interarmes B du 2e régiment de Marines (Maj. Pressley) : - 2e bataillon, 2e régiment de Marines - Un détachement de la BCS du 3e bataillon, 10e régiment de Marines - Batterie H, 3e bataillon, 10e régiment de Marines - Un détachement de commandement, compagnie A, 2e bataillon de chars - 2e section, compagnie C, 2e bataillon de chars - 2e section, compagnie A, 2e batailon du génie - 2e section, compagnie A, 2e batailon de sapeurs - 2e section, compagnie A, 2e batailon de tracteurs amphibies - 2e section (anti-aérienne et anti-char), compagnie d'appui régimentaire - Groupe de ramassage des blessés, compagnie D, 2e bataillon médical - 2e section (moins un groupe), compagnie C, 2e bataillon de services - Un représentant de la Croix Rouge - Un observateur d'artillerie navale | , | |
| Transport d'attaque (en) | USS President Adams | | AP-38 | Comdr. Frank H. Dean | - Arrivé à la fin du mois de juillet 1942 dans les Îles Tonga - Unités transportées : - Groupement tactique interarmes C du 2e régiment de Marines (LtCol. Hunt) : - 3e bataillon, 2e régiment de Marines - Un détachement de la BCS du 3e bataillon, 10e régiment de Marines - Batterie I, 3e bataillon, 10e régiment de Marines - Un détachement de commandement, compagnie C, 2e bataillon de chars - 3e section, compagnie C, 2e bataillon de chars - 3e section, compagnie A, 2e batailon du génie - 3e section, compagnie A, 2e batailon de sapeurs - 3e section, compagnie A, 2e batailon de tracteurs amphibies - 3e section (anti-aérienne et anti-char), compagnie d'appui régimentaire - Groupe de ramassage des blessés, compagnie D, 2e bataillon médical - 1er groupe, 1re section et 1er groupe, 2e section, compagnie C, 2e bataillon de services - Un représentant de la Croix Rouge - Un observateur d'artillerie navale | , | |
| Navire cargo d'attaque | USS Alhena | | AK-26 | Comdr. Charles B. Hunt | - Arrivé au cours du mois de juillet 1942 à Tongatapu - Lourdement endommagé par une torpille du sous-marin japonais I-16 dans la nuit du 29 au 30 octobre 1942 - Il quitte la zone des opérations remorqué par l'USS Navajo le 16 octobre 1942 pour Nouméa avant de rejoindre l'Australie puis la Californie. - Unités transportées : - Unités organiques régimentaires (commandement et services) du 2e régiment de Marines | , | |
| Groupe de Transport YOKE (TG 62.2) - Capt. George B. Ashe                                                                         | | | | | | | |
| Division de transport EASY (TD 62.2.1) commandé par le Capt. George B. Ashe                                                       | | | | | | | |
| Type | Identification du bâtiment | Identification du bâtiment | Code de nomenclature | Commandant | Commentaires - Unités transportées | Réf. | |
| Transport d'attaque (en) | USS Neville | | AP-16 | Capt. Carlos A. Bailey | - Arrivé le 22 mai 1942 à Wellington en Nouvelle-Zélande - Unités transportées : - Unités du Groupement interarmes A (Combat Group A) (colonel H. E. Rosecrans : - Un détachement de la compagnie A, 1er bataillon médical - Un détachement de la compagnie de quartier général divisionnaire - Un détachement de la 1re compagnies de transmissions - Groupement tactique interarmes no 2 (Combat Team #2) : - 1er bataillon, 5e régiment de Marines - Batterie E, 2e bataillon, 11erégiment de Marines - 2e section, compagnie A, 1er bataillon de tracteurs amphibies - 2e section, compagnie A, 1er bataillon du génie - 2e section, compagnie A, 1er bataillon de sapeurs - Groupement E du 1er bataillon commando des Marines (en) (50%) sous les ordres du capitaine Herring: - Compagnie E - Groupe de canots en caoutchouc - Groupe de renseignement - Quartier général avancé du bataillon - Section de communications | , | |
| Transport d'attaque (en) | USS Zeilin | | AP-9 | Capt. Pat Buchanan | - Arrivé au cours du mois de juillet 1942 à Suva dans les Îles Fidji - Endommagé à la suite d'une attaque aérienne de plusieurs bombardiers japonais le 11 novembre 1942 il poursuit cependant sa mission dans la zone d'opérations jusqu'au mois de décembre. - Il arrive à San Pedro en Californie le 22 décembre 1942 pour des réparations de plusieurs mois - Unités transportées : - Unités du 3e bataillon de défense du Col. Pepper | , | |
| Transport d'attaque (en) | USS Heywood | | AP-12 | Capt. Herbert B. Knowles | - Arrivé au cours du mois de juillet 1942 - Départ le 16 janvier 1942 pour San Pedro - Unités transportées : - Unités du Groupement d'appui (Support Group) (Maj. R. B. Luckey) : - Sous groupement no 2 (Sub Group #2) du LtCol. E. H. Price : - 1erbataillon d'armes spéciales (moins les 1re et 3e sections, batterie A) - 1er bataillon parachutiste - 2e section, 1re compagnie de Police Militaire - Un détachement de la compagnie A (transport), 1er bataillon de Services - Un détachement du 1er bataillon de tracteurs amphibies - Un détachement de la compagnie de quartier général divisionnaire - Compagnie D, 1er bataillon du génie - Un détachement de la CCS du 1er bataillon du génie - Un détachement, 1re compagnie de transmission - Compagnie A, 2e bataillon médical - Groupement E du 1er bataillon commando des Marines (en) (50%) sous les ordres du capitaine Herring: - Compagnie E - Groupe de canots en caoutchouc - Groupe de renseignement - Quartier général avancé du bataillon - Section de communications | , | |
| Transport d'attaque (en) | USS President Jackson | | AP-37 | Comdr. Charles W. Weitzel | - Arrivé le 7 août 1942 au large de Guadalcanal - Unités transportées : - Groupement tactique interarmes A du 2e régiment de Marines (Maj. Hill) : - 1er bataillon, 2e régiment de Marines - Un détachement de la BCS du 3e bataillon, 10e régiment de Marines - Batterie G, 3e bataillon, 10e régiment de Marines - Un détachement de commandement, compagnie C, 2e bataillon de chars - 1re section, compagnie C, 2e bataillon de chars - 1re section, compagnie A, 2e batailon du génie - 1re section, compagnie A, 2e batailon de sapeurs - 1re section, compagnie A, 2e batailon de tracteurs amphibies - 1re section (anti-aérienne et anti-char), compagnie d'appui régimentaire - Groupe de ramassage des blessés, compagnie D, 2e bataillon médical - 1re section (moins un groupe), compagnie C, 2e bataillon de services | , | |
| Division de transport TWELVE (TD 62.2.2) commandé par le Comdr. Hugh W. Hadley                                                    | | | | | | | |
| Type | Identification du bâtiment | Identification du bâtiment | Code de nomenclature | Commandant | Commentaires - Unités transportées | Réf. | |
| Destroyer de transport | USS Colhoun | | APD-2 | Lt. George B. Madden | - Arrivé le 21 juillet 1942 à Nouméa en Nouvelle-Calédonie - Coulé le 5 septembre 1942 par un raid aérien japonais - Unités transportées : - Groupement B du 1er bataillon commando des Marines (en), Major Nickerson : - Compagnie B - Groupe de canots en caoutchouc - Groupe de renseignement - Quartier général avancé du bataillon - Section de transmissions | , | |
| Destroyer de transport | USS Little | | APD-4 | Lt. Comdr. Gus B. Lofberg, Jr. | - Arrivé au cours du mois de juillet 1942 en Nouvelle-Calédonie - Coulé le 5 septembre 1942 par le destroyer japonais Yudachi - Unités transportées : - Groupement A du 1er bataillon commando des Marines (en), Captain Welt : - Compagnie A - Groupe de canots en caoutchouc - Groupe de renseignement - Quartier général avancé du bataillon - Section de communications | , | |
| Destroyer de transport | USS McKean | | APD-5 | Lt. Comdr. John D. Sweeney | - Arrivé dans le Pacifique-sud le 20 juillet 1942 - Départ le 31 janvier 1943 pour la côte ouest des États-Unis pour y subir des révisions - Unités transportées : - Groupement D du 1er bataillon commando des Marines (en), Major Chambers : - Compagnie D - Groupe de canots en caoutchouc - Groupe de renseignement - Quartier général avancé du bataillon - Section de communications | , | |
| Destroyer de transport | USS Gregory | | APD-3 | Lt. Comdr. Harry F. Bauer | - Arrivé à Nouméa au mois de juillet 1942 - Coulé le 5 septembre 1942 - Unités transportées : - Groupement C du 1er bataillon commando des Marines (en), Major Bailey : - Compagnie C - Groupe de canots en caoutchouc - Groupe de renseignement - Quartier général avancé du bataillon - Section de communications | , | |

### Force navale d'appui feu
| Groupe d'appui feu LOVE (TG 62.3) accompagnant le Groupe de transport XRAY - Capt. Frederick L. Riefkohl | Groupe d'appui feu LOVE (TG 62.3) accompagnant le Groupe de transport XRAY - Capt. Frederick L. Riefkohl | Groupe d'appui feu LOVE (TG 62.3) accompagnant le Groupe de transport XRAY - Capt. Frederick L. Riefkohl | Groupe d'appui feu LOVE (TG 62.3) accompagnant le Groupe de transport XRAY - Capt. Frederick L. Riefkohl | Groupe d'appui feu LOVE (TG 62.3) accompagnant le Groupe de transport XRAY - Capt. Frederick L. Riefkohl | Groupe d'appui feu LOVE (TG 62.3) accompagnant le Groupe de transport XRAY - Capt. Frederick L. Riefkohl | Groupe d'appui feu LOVE (TG 62.3) accompagnant le Groupe de transport XRAY - Capt. Frederick L. Riefkohl | Groupe d'appui feu LOVE (TG 62.3) accompagnant le Groupe de transport XRAY - Capt. Frederick L. Riefkohl |
| Section d'appui feu ONE (TU 62.3.1)                                                                      | Section d'appui feu ONE (TU 62.3.1)                                                                      | Section d'appui feu ONE (TU 62.3.1)                                                                      | Section d'appui feu ONE (TU 62.3.1)                                                                      | Section d'appui feu ONE (TU 62.3.1)                                                                      | Section d'appui feu ONE (TU 62.3.1) | Section d'appui feu ONE (TU 62.3.1)                                                                      | |
| Type | Identification du bâtiment                                                                               | Identification du bâtiment                                                                               | Code de nomenclature                                                                                     | Commandant                                                                                               | Commentaires | Réf. | |
| --- | --- | --- | --- | --- | --- | --- | --- |
| Croiseur lourd                                                                                           | USS Quincy                                                                                               | | CA-39 | Capt. Samuel N. Moore (en)                                                                               | - Arrivé le 18 juillet 1942 à Nuku'alofa dans les Îles Tonga - Participe à la bataille de l'île de Savo au cours de laquelle il est coulé le 9 août 1942 | , | |
| Section d'appui feu TWO (TU 62.3.2)                                                                      | | | | | | | |
| Type | Identification du bâtiment                                                                               | Identification du bâtiment                                                                               | Code de nomenclature                                                                                     | Commandant                                                                                               | Commentaires | Réf. | |
| Croiseur lourd                                                                                           | USS Vincennes                                                                                            | | CA-44 | Capt. Frederick L. Riefkohl                                                                              | - Arrivé le 26 juillet 1942 - Participe à la bataille de l'île de Savo au cours de laquelle il est coulé le 9 août 1942 | , | |
| Section d'appui feu THREE (TU 62.3.3)                                                                    | | | | | | | |
| Type | Identification du bâtiment                                                                               | Identification du bâtiment                                                                               | Code de nomenclature                                                                                     | Commandant                                                                                               | Commentaires | Réf. | |
| Croiseur lourd                                                                                           | USS Astoria                                                                                              | | CA-34 | Capt. William G. Greenman                                                                                | - Arrivé à la fin du mois de juillet 1942 dans les Îles Tonga - Participe à la bataille de l'île de Savo au cours de laquelle il est coulé le 9 août 1942 | , | |
| Section d'appui feu FOUR (TU 62.3.4) commandé par le Comdr. Walfrid Nyquist                              | | | | | | | |
| Type | Identification du bâtiment                                                                               | Identification du bâtiment                                                                               | Code de nomenclature                                                                                     | Commandant                                                                                               | Commentaires | Réf. | |
| Destroyer                                                                                                | USS Hull                                                                                                 | | DD-350                                                                                                   | Lt. Comdr. Richard F. Stout                                                                              | - Arrivé le 7 juillet 1942 à Suyu dans les Îles Fidji - Participe au sabordage de l'USS Georges F. Elliott trop endommagé pour être sauvé le 8 juillet 1942 - Il quitte la zone des opérations le 20 octobre 1942 pour Pearl Harbor | , | |
| Destroyer                                                                                                | USS Dewey                                                                                                | | DD-349                                                                                                   | Lt. Comdr. Charles F. Chillingworth, Jr.                                                                 | - Arrivé en juillet 1942 - Participe à la bataille des Salomon orientales - Quitte la zone des opérations le 31 août 1942 escortant l'USS Saratoga vers Pearl Harbor à la suite des dégâts subis au cours de la bataille des Salomon orientales, avant de poursuivre vers San Francisco le 29 septembre 1942 | , | |
| Section d'appui feu FIVE (TU 62.3.5) commandé par le Lt. Comdr. Francis H. Gardner                       | | | | | | | |
| Type | Identification du bâtiment                                                                               | Identification du bâtiment                                                                               | Code de nomenclature                                                                                     | Commandant                                                                                               | Commentaires | Réf. | |
| Destroyer                                                                                                | USS Ellet                                                                                                | | DD-398                                                                                                   | Lt. Comdr. Francis H. Gardner                                                                            | - Participe au sauvetage des survivants de la bataille de l'île de Savo - Participe aux côtés de l'USS Selfridge au torpillage du HMAS Canberra trop endommagé pour être remorqué - Détaché à partir du 12 août 1942 auprès de l'USS Enterprise il l'escorte jusqu'à Pearl Harbor ou il arrive le 10 septembre 1942 - De retour au mois de novembre dans la zone des opérations où il reste jusqu'en mai 1943                                                           | , | |
| Destroyer                                                                                                | USS Wilson                                                                                               | | DD-408                                                                                                   | Lt. Comdr. Walter H. Price                                                                               | - Arrivé le 18 juillet 1942 à Nuku'alofa dans les îles Tonga - Quitte la zone des opérations mi-septembre 1942, avant d'être renvoyé vers les chantiers navals de Mare Island - Il revient sur la zone des opérations le 17 janvier 1943 escortant l'USS Copahee (CVE-12) avant de participer à la fin des opérations sur Guadalcanal | , | |
| Groupe d'appui feu MIKE (TG 62.4) accompagnant le Groupe de transport YOKE - rear admiral Norman Scott   | | | | | | | |
| Type | Identification du bâtiment                                                                               | Identification du bâtiment                                                                               | Code de nomenclature                                                                                     | Commandant                                                                                               | Commentaires | Réf. | |
| Croiseur                                                                                                 | USS San Juan                                                                                             | | CL-54 | Capt. James Edward Maher                                                                                 | - Arrivé le 18 juillet 1942 à Nuku'alofa dans les Îles Tonga - Participe à la bataille de l'île de Savo - Après la bataille des Salomon orientales, il escorte l'USS Enterprise vers Pearl Harbor où il arrive le 10 septembre 1942 - Participe à la bataille des îles Santa Cruz au cours de laquelle il est endommagé. - Après des réparations à Nouméa puis en Australie, il reprend du service dans la zone d'opération à partir de la fin du mois de novembre 1942 | , | |
| Destroyer                                                                                                | USS Monssen                                                                                              | | DD-436                                                                                                   | Comdr. Roland N. Smoot                                                                                   | - Arrivé en juillet 1942 - Participe à la bataille des Salomon orientales - Coulé le 13 novembre 1942 lors de bataille navale de Guadalcanal | , | |
| Destroyer                                                                                                | USS Buchanan                                                                                             | | DD-484                                                                                                   | Comdr. Ralph E. Wilson                                                                                   | - Arrivé le 18 juillet 1942 à Nuku'alofa dans les Îles Tonga - Participe à la bataille de l'île de Savo - Participe à la bataille du cap Espérance - Participe à la bataille navale de Guadalcanal au cours de laquelle il est endommagé par des tirs amis | , | |

| Groupe des dragueurs de mines (TG 62.5) - Comdr. William H. Hartt, Jr. | Groupe des dragueurs de mines (TG 62.5) - Comdr. William H. Hartt, Jr. | Groupe des dragueurs de mines (TG 62.5) - Comdr. William H. Hartt, Jr. | Groupe des dragueurs de mines (TG 62.5) - Comdr. William H. Hartt, Jr. | Groupe des dragueurs de mines (TG 62.5) - Comdr. William H. Hartt, Jr. | Groupe des dragueurs de mines (TG 62.5) - Comdr. William H. Hartt, Jr. | Groupe des dragueurs de mines (TG 62.5) - Comdr. William H. Hartt, Jr. |
| Type                                                                   | Identification du bâtiment                                             | Identification du bâtiment                                             | Code de nomenclature                                                   | Commandant                                                             | Commentaires | Réf.                                                                   |
| ---------------------------------------------------------------------- | ---------------------------------------------------------------------- | ---------------------------------------------------------------------- | ---------------------------------------------------------------------- | ---------------------------------------------------------------------- | --- | ---------------------------------------------------------------------- |
| Dragueur de mines                                                      | USS Hopkins                                                            |                                                                        | DMS-13                                                                 | Lt. Comdr. Benjamin Coe                                                | - Arrivé fin juillet 1942 - Participe à l'escorte des navires et au ravitaillement des troupes débarquées sur Guadalcanal jusqu'à la fin de la campagne en février 1943                                  | ,                                                                      |
| Dragueur de mines                                                      | USS Trever                                                             |                                                                        | DMS-16                                                                 | Lt. Comdr. Dwight M. Agnew                                             | - Arrivé fin juillet 1942 - Participe à l'escorte des navires et au ravitaillement des troupes débarquées sur Guadalcanal jusqu'à la fin de la campagne en février 1943                                  | ,                                                                      |
| Dragueur de mines                                                      | USS Zane                                                               |                                                                        | DMS-14                                                                 | Lt. Comdr. Peyton L. Wirtz                                             | - Arrivé fin juillet 1942 - Participe à l'escorte des navires et au ravitaillement des troupes débarquées sur Guadalcanal jusqu'à la fin de la campagne en février 1943                                  | ,                                                                      |
| Dragueur de mines                                                      | USS Southard                                                           |                                                                        | DMS-10                                                                 | Lt. Comdr. Joe B. Cochran                                              | - Arrivé le 25 juillet à Éfaté dans les Nouvelles-Hébrides - Participe à l'escorte des navires et au ravitaillement des troupes débarquées sur Guadalcanal jusqu'à la fin de la campagne en février 1943 | ,                                                                      |
| Dragueur de mines                                                      | USS Hovey                                                              |                                                                        | DMS-11                                                                 | Lt. Comdr. Wilton S. Heald                                             | - Arrivé le 23 juillet 1942 dans les Îles Fidji - Participe à l'escorte des navires et au ravitaillement des troupes débarquées sur Guadalcanal jusqu'à la fin de la campagne en février 1943            | ,                                                                      |

| Groupe de jalonnement (TG 62.6) - rear admiral Victor A. C. Crutchley de la Royal Navy                                                | Groupe de jalonnement (TG 62.6) - rear admiral Victor A. C. Crutchley de la Royal Navy | Groupe de jalonnement (TG 62.6) - rear admiral Victor A. C. Crutchley de la Royal Navy | Groupe de jalonnement (TG 62.6) - rear admiral Victor A. C. Crutchley de la Royal Navy | Groupe de jalonnement (TG 62.6) - rear admiral Victor A. C. Crutchley de la Royal Navy | Groupe de jalonnement (TG 62.6) - rear admiral Victor A. C. Crutchley de la Royal Navy | Groupe de jalonnement (TG 62.6) - rear admiral Victor A. C. Crutchley de la Royal Navy |
| Type | Identification du bâtiment                                                             | Identification du bâtiment                                                             | Code de nomenclature                                                                   | Commandant                                                                             | Commentaires | Réf.                                                                                   |
| --- | -------------------------------------------------------------------------------------- | -------------------------------------------------------------------------------------- | -------------------------------------------------------------------------------------- | -------------------------------------------------------------------------------------- | --- | -------------------------------------------------------------------------------------- |
| Croiseur lourd | HMAS Australia                                                                         |                                                                                        | D-84                                                                                   | Capt. Harold B. Farncomb (en), Royal Australian Navy                                   | - Arrivé le 26 juillet 1942 - Participe à la bataille de l'île de Savo - Participe à la bataille des Salomon orientales - Départ le 31 août 1942 pour rejoindre la Task Force 44 | ,                                                                                      |
| Croiseur lourd | HMAS Canberra                                                                          |                                                                                        | D-33                                                                                   | Capt. Frank E. Getting, Royal Australian Navy                                          | - Arrivé le 10 juillet 1942 - Participe à la bataille de l'île de Savo le 9 août 1942 au cours de laquelle il est lourdement endommagé. Compte tenu de son état, il fut abandonné sur ordre de l'amiral Crutchley et coulé par les navires américains qui l'escortaient | ,                                                                                      |
| Croiseur léger | HMAS Hobart                                                                            |                                                                                        | D-63                                                                                   | Capt. H. A. Showers, Royal Australian Navy                                             | - Arrivé le 22 juillet 1942 - Participe à la bataille de l'île de Savo - Participe à la bataille des Salomon orientales - Départ le 31 août 1942 pour patrouiller dans la Mer de Corail au sein de la Task Force 44 | ,                                                                                      |
| Croiseur | USS Chicago                                                                            |                                                                                        | CA-29                                                                                  | Capt. Howard D. Bode                                                                   | - Opère dans le sud-ouest du Pacifique dès le mois de juin 1942 - Arrivé à Guadalcanal le 7 août 1942 - Participe à la bataille de l'île de Savo au cours de laquelle il est lourdement endommagé par une torpille japonaise - Quitte le théâtre d'opération pour réparations à Nouméa puis San Francisco où il arrive le 13 octobre 1942 - Réaffecté à Nouméa à partir du mois de janvier 1943 - Participe à la bataille de l'île de Rennell au cours de laquelle il est lourdement endommagé le 29 janvier 1943 puis coulé dans une deuxième attaque aérienne le lendemain alors qu'il était remorqué par l'USS Navajo | ,                                                                                      |
| Escadron de destroyers no 4 commandé par le Capt. Cornelius W. Flynn                                                                  |                                                                                        |                                                                                        |                                                                                        |                                                                                        | |                                                                                        |
| Destroyer | USS Selfridge                                                                          |                                                                                        | DD-357                                                                                 | Lt. Comdr. Carroll D. Reynolds                                                         | - Arrivé au cours du mois de juillet 1942 - Participe à la bataille de l'île de Savo - Participe avec l'USS Ellet, au torpillage du HMAS Canberra trop endommagé pour être remorqué - Départ le 31 août 1942 pour patrouiller dans la Mer de Corail au sein de la Task Force 44 | ,                                                                                      |
| Destroyer | USS Patterson                                                                          |                                                                                        | DD-392                                                                                 | Comdr. Frank R. Walker (en)                                                            | - Arrivé au mois de juin 1942 à Nouméa - Participe à la bataille de l'île de Savo - Départ le 31 août 1942 pour patrouiller dans la Mer de Corail au sein de la Task Force 44 | ,                                                                                      |
| Destroyer | USS Ralph Talbot                                                                       |                                                                                        | DD-390                                                                                 | Lt. Comdr. Joseph W. Callahan                                                          | - Arrivé le 7 août 1942 au large de Guadalcanal - Participe à la bataille de l'île de Savo au cours de laquelle il est lourdement endommagé - Quitte le théâtre des opérations pour réparation aux chantiers navals de Mare Island où il arrive le 11 septembre 1942 | ,                                                                                      |
| Destroyer | USS Mugford                                                                            |                                                                                        | DD-389                                                                                 | Lt. Comdr. Edward W. Young                                                             | - Arrivé en Nouvelle-Zélande le 19 juillet 1942 - Il est endommagé par une bombe le 7 août 1942 - Participe à la bataille de l'île de Savo - Retourne à Nouméa le 14 août 1942 puis vers Brisbane pour réparation - Participe aux patrouilles de la Task Force 44 dans la Mer de Corail du 18 septembre au mois de décembre | ,                                                                                      |
| Destroyer | USS Jarvis                                                                             |                                                                                        | DD-393                                                                                 | Lt. Comdr. William W. Graham                                                           | - Arrivé à Wellington le 19 juillet 1942 - Lourdement endommagé par l'attaque aérienne japonaise du 8 août 1942, il est coulé le lendemain par des avions japonais engagés dans la bataille de l'île de Savo, alors qu'il se retirait de la zone d'opération pour des réparations | ,                                                                                      |
| Destroyer | USS Blue                                                                               |                                                                                        | DD-387                                                                                 | Comdr. Harold N. Williams                                                              | - Arrivé le 18 juillet 1942 à Wellington en Nouvelle-Zélande - Participe à la bataille de l'île de Savo - Lourdement endommagé par une torpille japonaise tirée par le destroyer Kawakaze le 22 août 1942 il coule en dépit des efforts depoyés pour le tracter vers Tulagi | ,                                                                                      |
| Destroyer | USS Helm                                                                               |                                                                                        | DD-388                                                                                 | Lt. Comdr. Chester E. Carroll                                                          | - Arrivé le 22 juillet 1942 dans les Îles Fidji - Participe à la bataille de l'île de Savo - Quitte la zone des opérations le 7 septembre 1942 pour Brisbane avant de rejoindre sa formation d'origine, la Task Force 44 engagée en Mer de Corail au large de la Nouvelle-Guinée | ,                                                                                      |
| Destroyer | USS Henley                                                                             |                                                                                        | DD-391                                                                                 | Comdr. Robert Hall Smith                                                               | - Engagé dans des patrouilles anti sous-marin dans les eaux australiennes avant d'être affecté à la force navale chargée d'appuyer le débarquement sur Guadalcanal - Il participe aux escortes de convois de cargos destinés au soutien des forces débarquées - Quitte la zone des opérations le 29 août 1942 pour rejoindre les eaux australiennes | ,                                                                                      |
| Destroyer | USS Bagley                                                                             |                                                                                        | DD-386                                                                                 | Lt. Comdr. George A. Sinclair                                                          | - Arrivé le 20 juillet 1942 à Auckland en Nouvelle-Zélande pour rejoindre la Task Force 62 - Participe à la bataille de l'île de Savo - Participe à la bataille des Salomon orientales - Rejoint la Task Force 44 le 31 août 1942 avec laquelle il participe dans les six mois suivants aux opérations en Mer de Corail, au large de la Nouvelle-Guinée | ,                                                                                      |
| 2 escadrons de chasseurs de la Navy                                                                                                   |                                                                                        |                                                                                        |                                                                                        |                                                                                        | |                                                                                        |
| 8 hydravions de reconnaissance et d'observation. (5 de l'USS Chicago, 1 du HMAS Australia, 1 du HMAS Canberra et 1 de l'USS Vincennes |                                                                                        |                                                                                        |                                                                                        |                                                                                        | |                                                                                        |

| Groupe d'appui aérien (TG 62.7)                                                                         | Groupe d'appui aérien (TG 62.7)                                                                         | Groupe d'appui aérien (TG 62.7)                                                                         | Groupe d'appui aérien (TG 62.7)                                                                         | Groupe d'appui aérien (TG 62.7)                                                                         | Groupe d'appui aérien (TG 62.7)                                                                         | Groupe d'appui aérien (TG 62.7)                                                                         |
| 1 escadron de chasseurs plus 1 escadron supplémentaire pour les missions initiales                      | 1 escadron de chasseurs plus 1 escadron supplémentaire pour les missions initiales                      | 1 escadron de chasseurs plus 1 escadron supplémentaire pour les missions initiales                      | 1 escadron de chasseurs plus 1 escadron supplémentaire pour les missions initiales                      | 1 escadron de chasseurs plus 1 escadron supplémentaire pour les missions initiales                      | 1 escadron de chasseurs plus 1 escadron supplémentaire pour les missions initiales                      | 1 escadron de chasseurs plus 1 escadron supplémentaire pour les missions initiales                      |
| 3 escadrons de bombardiers de reconnaissance plus 1 escadron supplémentaire pour les missions initiales | 3 escadrons de bombardiers de reconnaissance plus 1 escadron supplémentaire pour les missions initiales | 3 escadrons de bombardiers de reconnaissance plus 1 escadron supplémentaire pour les missions initiales | 3 escadrons de bombardiers de reconnaissance plus 1 escadron supplémentaire pour les missions initiales | 3 escadrons de bombardiers de reconnaissance plus 1 escadron supplémentaire pour les missions initiales | 3 escadrons de bombardiers de reconnaissance plus 1 escadron supplémentaire pour les missions initiales | 3 escadrons de bombardiers de reconnaissance plus 1 escadron supplémentaire pour les missions initiales |
| --- | --- | --- | --- | --- | --- | --- |

## Navires ayant participé aux opérations après le débarquement
Au cours de la campagne de Guadalcanal, au gré des pertes subies durant les opérations de protection des convois et les batailles navales successives, de nombreux navires américains rejoignirent les forces navales autour de Guadalcanal et participèrent aux opérations, lesquelles consistaient pour l'essentiel à assurer l'escorte et la protection des navires de transport chargés de renforts et de ravitaillement pour les troupes débarquées. L'articulation d'origine des unités navales fut modifiée et adaptée à plusieurs reprises, soit par l'adjonction de Task Force à d'autres préexistantes (tels que la TF 17, devenant la TF 61.2 à son arrivée sur le théâtre d'opération) soit par la constitution de Task Force ad hoc (à l'instar de la TF 64).
En dehors des principales batailles navales (Bataille des îles Santa Cruz et Bataille navale de Guadalcanal, Bataille de Tassafaronga) les navires participaient à des opérations d'escorte de convois, de bombardement terrestre au profit de forces débarquées, de chasse sous-marine, et de protection anti-aérienne.
| Task Force 17 – rear admiral Georges D.Murray | Task Force 17 – rear admiral Georges D.Murray | Task Force 17 – rear admiral Georges D.Murray | Task Force 17 – rear admiral Georges D.Murray | Task Force 17 – rear admiral Georges D.Murray | Task Force 17 – rear admiral Georges D.Murray | Task Force 17 – rear admiral Georges D.Murray |
| Type                                          | Identification du bâtiment                    | Identification du bâtiment                    | Code de nomenclature                          | Commandant                                    | Commentaires | Réf.                                          |
| --------------------------------------------- | --------------------------------------------- | --------------------------------------------- | --------------------------------------------- | --------------------------------------------- | --- | --------------------------------------------- |
| Porte-avions                                  | USS Hornet                                    |                                               | CV-8                                          | Capt. Charles Perry Mason                     | - Arrivé le 29 août 1942 - Du 15 septembre 1942 au 24 octobre 1942 il assure seul, la couverture aérienne de l'opération Watchtower après la perte de l'USS Wasp et des lourds dommages causés à l'USS Enterprise et à l'USS Saratoga - Coulé le 27 octobre 1942 au cours de la bataille des îles Santa Cruz                        | ,                                             |
| Croiseur                                      | USS Northampton                               |                                               | CA-26                                         | Capt. Willard Augustus Kitts III              | - Arrivé le 29 août 1942 - Coulé dans la nuit du 30 novembre au 1er décembre 1942 par deux torpilles du destroyer japonais Oyashio, lors de la bataille de Tassafaronga | ,                                             |
| Croiseur                                      | USS Pensacola                                 |                                               | CA-24                                         | Capt. Frank Loper Lowe                        | - Arrivé à Nouméa le 26 septembre 1942 - Lourdement endommagé dans la nuit du 29 novembre 1942 il parvient, en flammes, à rejoindre l'île de Tulagi où les derniers incendies sont éteints. - Il quitte la zone d'opérations le 6 décembre après des réparations sommaires, pour rejoindre les Nouvelles Hébrides puis Pearl Harbor | ,                                             |
| Croiseur                                      | USS San Diego                                 |                                               | CL-53                                         | Capt. Benjamin Franklin Perry                 | - Arrivé le 31 août 1942 - Participe à la bataille des îles Santa Cruz - Participe à la bataille navale de Guadalcanal | ,                                             |
| Croiseur                                      | USS Juneau                                    |                                               | CL-52                                         | Capt. Lyman Knute Swenson                     | - Arrivé au début du mois de septembre 1942 - Touché à deux reprises le 13 novembre 1942 par des torpilles japonaises au cours de la bataille navale de Guadalcanal. Il coule en moins de 20 secondes après le deuxième coup. | ,                                             |
| Escadron de destroyers no 2 (DesRon2)         |                                               |                                               |                                               |                                               | |                                               |
| Type                                          | Identification du bâtiment                    | Identification du bâtiment                    | Code de nomenclature                          | Commandant                                    | Commentaires | Réf.                                          |
| Destroyer                                     | USS Anderson                                  |                                               | DD-411                                        | Lt. Comdr. Richard Allen Guthrie              | - Arrivé le 29 août 1942 - Participe à la bataille des Salomon orientales - Participe à la bataille des îles Santa Cruz - Participe à la bataille navale de Guadalcanal | ,                                             |
| Destroyer                                     | USS Russell                                   |                                               | DD-414                                        | Lt. Comdr. Glenn Roy Hartwig                  | - Arrivé le 29 août 1942 - Participe à la bataille des îles Santa Cruz | ,                                             |
| Destroyer                                     | USS Mustin                                    |                                               | DD-413                                        | Comdr. Wallis Frederick Petersen              | - Arrivé le 29 août 1942 - Participe à la bataille des îles Santa Cruz - Participe à la bataille navale de Guadalcanal | ,                                             |
| Destroyer                                     | USS O'Brien                                   |                                               | DD-415                                        | Lt. Comdr. Thomas Burrowes                    | - Arrivé le 29 août 1942 - Le O'Brien est touché par une torpille du sous-marin japonais I-19, le 15 septembre 1942 alors qu'il participait à la protection du convoi transportant le 7e régiment de Marines. - Il coule le 19 septembre 1942 des suites de ses avaries au large des Îles Samoa.                                    | ,                                             |
| Destroyer                                     | USS Walke                                     |                                               | DD-416                                        | Comdr. Thomas E. Fraser                       | - Arrivé le 9 septembre 1942 - Participe à la bataille navale de Guadalcanal au cours de laquelle il est coulé le 15 novembre 1942 après avoir été touché par une torpille ainsi que plusieurs tirs d'artillerie. | ,                                             |
| Destroyer                                     | USS Morris                                    |                                               | DD-417                                        | Lt. Comdr. Randolf Burton Boyer               | - Arrivé la 29 août 1942 - Participe à la bataille des îles Santa Cruz ou il s'illustre dans le sauvetage de 550 survivants du Hornet | ,                                             |
| Destroyer                                     | USS Hughes                                    |                                               | DD-410                                        | Comdr. Donald James Ramsey                    | - Arrivé le 29 août 1942 - Participe à la bataille des îles Santa Cruz - Participe à la bataille navale de Guadalcanal - Départ fin février 1943 | ,                                             |
| Destroyer                                     | USS Barton                                    |                                               | DD-599                                        | Lt. Comdr. Douglas Harold Fox                 | - Arrivé le 13 septembre 1942 - Rejoint le DesRon2 au sien duquel il reste jusqu'en octobre. - Participe à la bataille des îles Santa Cruz - Touché par deux torpilles et coulé dans la nuit du 13 novembre 1942 au cours de la bataille navale de Guadalcanal                                                                      | ,                                             |

| Autres navires ayant participé aux opérations à différentes périodes et pour des durées variables | Autres navires ayant participé aux opérations à différentes périodes et pour des durées variables | Autres navires ayant participé aux opérations à différentes périodes et pour des durées variables | Autres navires ayant participé aux opérations à différentes périodes et pour des durées variables | Autres navires ayant participé aux opérations à différentes périodes et pour des durées variables           | Autres navires ayant participé aux opérations à différentes périodes et pour des durées variables | Autres navires ayant participé aux opérations à différentes périodes et pour des durées variables |
| Type                                                                                              | Identification du bâtiment                                                                        | Identification du bâtiment                                                                        | Code de nomenclature                                                                              | Commandant                                                                                                  | Commentaires | Réf.                                                                                              |
| ------------------------------------------------------------------------------------------------- | ------------------------------------------------------------------------------------------------- | ------------------------------------------------------------------------------------------------- | ------------------------------------------------------------------------------------------------- | --- | --- | ------------------------------------------------------------------------------------------------- |
| Porte-avions d'escorte                                                                            | USS Long Island                                                                                   |                                                                                                   | CVE-1                                                                                             | Comdr. James Duke Barner                                                                                    | - Arrivé le 13 août 1942 dans les Îles Fidji - Livre une série de 31 avions du Corps des Marines à l'aérodrome de Henderson Field - Départ le 20 septembre 1942 pour San Diego | ,                                                                                                 |
| Porte-avions d'escorte                                                                            | USS Copahee                                                                                       |                                                                                                   | CVE-12                                                                                            | Comdr. John Gerald Farrell                                                                                  | - Arrivé le 28 septembre 1942 à Nouméa - Livre une série d'avions à l'aérodrome de Henderson Field - Départ le 29 octobre 1942 pour San Diego | ,                                                                                                 |
| Porte-avions d'escorte                                                                            | USS Chenango                                                                                      |                                                                                                   | CVE-28                                                                                            | Capt. Ben Harrison Wyatt                                                                                    | - Arrivé le 18 janvier 1943 à Nouméa - Livre une série d'avions à l'aérodrome de Henderson Field et participe à la couverture aérienne des opérations - Participe à la bataille de l'île de Rennell | ,                                                                                                 |
| Porte-avions d'escorte                                                                            | USS Suwannee                                                                                      |                                                                                                   | CVE-27                                                                                            | Capt. Joseph James Clarck puis Frederick William McMahon                                                    | - Arrivé le 4 janvier 1943 à Nouméa - Participe à la couverture aérienne des opérations des Marines - Participe à la bataille de l'île de Rennell | ,                                                                                                 |
| Cuirassé                                                                                          | USS Washington                                                                                    |                                                                                                   | BB-56                                                                                             | Capt. Glenn Benson Davis, Sr.                                                                               | - Arrivé le 14 septembre 1942 à Nukuʻalofa dans les Tonga. Il rejoint la Task Force 17 autour du porte-avion USS Hornet le 15 septembre 1942 à Nouméa. - Participe à la bataille navale de Guadalcanal au cours de laquelle il neutralise le cuirassé japonais Kirishima | ,                                                                                                 |
| Cuirassé                                                                                          | USS South Dakota                                                                                  |                                                                                                   | BB-57                                                                                             | Capt. Thomas leigh Gatch                                                                                    | - Rejoint la Task Force 16 autour de l'USS Enterprise dès le 12 octobre 1942 - Arrivé avec la TF 16 ou nord-est d'Espiritu Santo le 24 octobre 1942 pour former la Task Force 61 avec la Task Force 17 autour de l'USS Hornet - Participe à la bataille des îles Santa Cruz au cours de laquelle il est endommagé par une bombe, puis par collision avec l'USS Mahan - Réparé à Nouméa, il rejoint la TF 16 le 11 novembre 1942 et participe à la bataille navale de Guadalcanal - Départ de Nouméa le 25 novembre 1942 pour New-York via Tongatapu | ,                                                                                                 |
| Croiseur                                                                                          | USS Helena                                                                                        |                                                                                                   | CL-50                                                                                             | - Comdr. Oliver Middleton Read - Capt. Gilbert Corwin Hoover - Capt. Charles Purcell Cecil                  | - Arrivé en août 1942, il rejoint le groupe naval d'escorte de l'USS Wasp - Participe à la bataille du cap Espérance - Participe à la bataille navale de Guadalcanal | ,                                                                                                 |
| Croiseur                                                                                          | USS Boise                                                                                         |                                                                                                   | CL-47                                                                                             | Capt. Edward J. Moran                                                                                       | - Arrivé en septembre 1942 - Lourdement endommagé lors de la bataille du cap Espérance dans la nuit du 11 au 12 septembre 1942 | ,                                                                                                 |
| Croiseur                                                                                          | USS Chester                                                                                       |                                                                                                   | CL-27                                                                                             | Capt. Thomas Macy Shock                                                                                     | - Arrivé le 21 septembre 1942 à Nouméa - Rejoint la Task Force 62 pour les débarquements sur les îles de Funafuti et d'Ellice du 2 au 4 octobre 1942 - Lourdement endommagé par une torpille le 20 octobre 1942. - Départ de le 29 octobre 1942 pour réparations lourdes en Australie | ,                                                                                                 |
| Croiseur                                                                                          | USS Honolulu                                                                                      |                                                                                                   | CL-48                                                                                             | Capt. Robert Ward Hayler, Sr.                                                                               | - Arrivé le 30 novembre 1942 - Participe à la bataille de Tassafaronga et a des opérations contre le Tokyo Express | ,                                                                                                 |
| Croiseur                                                                                          | USS Nashville                                                                                     |                                                                                                   | CL-43                                                                                             | Capt. Herman Adolf Spanagel                                                                                 | - Arrivé fin décembre 1942 - Il est le navire amiral de la Task Force 67 | ,                                                                                                 |
| Croiseur                                                                                          | USS Louisville                                                                                    |                                                                                                   | CL-28                                                                                             | Capt. Charles Turner Joy                                                                                    | - Arrivé mi-novembre 1942 escortant des transports de troupes vers Nouméa, avant de rejoindre la Task Force 67 - Participe à la bataille de l'île de Rennell | ,                                                                                                 |
| Croiseur                                                                                          | USS Wichita                                                                                       |                                                                                                   | CA-45                                                                                             | Capt. Francis Stuart Low                                                                                    | - Arrivé dans les îles Salomon au mois de janvier 1943 - Participe à la bataille de l'île de Rennell | ,                                                                                                 |
| Croiseur                                                                                          | USS Cleveland                                                                                     |                                                                                                   | CL-55                                                                                             | Capt. Edmund Weidemann Burrough                                                                             | - Arrivé le 19 janvier 1943 à Efate dans les Nouvelles-Hébrides - Participe aux dernières escortes vers Guadalcanal au sein de la Task Force 18 du 28 au 31 janvier - Participe à la bataille de l'île de Rennell | ,                                                                                                 |
| Croiseur                                                                                          | USS Columbia                                                                                      |                                                                                                   | CL-56                                                                                             | Capt. William Augustin Heard                                                                                | - Arrivé le 10 décembre 1942 à Espiritu Santo dans les Nouvelles-Hébrides - Participe aux dernières escortes vers Guadalcanal - Participe à la bataille de l'île de Rennell | ,                                                                                                 |
| Croiseur                                                                                          | USS Montpelier                                                                                    |                                                                                                   | CL-57                                                                                             | Capt. Leighton Wood                                                                                         | - Arrivé le 25 janvier 1943 à Efate dans les Nouvelles-Hébrides - Participe à la bataille de l'île de Rennell | ,                                                                                                 |
| Destroyer                                                                                         | USS Lansdowne                                                                                     |                                                                                                   | DD-486                                                                                            | Lt. Comdr. William Renwick Smedberg III                                                                     | - Arrivé le 6 septembre 1942 et rejoint l'escorte de l'USS Wasp - Participe à l'évacuation des survivants de l'USS Wasp et reçoit l'ordre de couler le porte-avion rendu irrécupérable après avoir été torpillé le 15 septembre 1942 | ,                                                                                                 |
| Destroyer                                                                                         | USS Conyngham                                                                                     |                                                                                                   | DD-371                                                                                            | Comdr. Henry Chesley Daniel puis Comdr. James Henry Ward                                                    | - Arrivé dans la deuxième quinzaine du mois d'octobre 1942 dans les Nouvelles-Hébrides avec l'escorte de l'USS Enterprise - Participe à la bataille des îles Santa Cruz - Endommagé dans une collision avec un autre destroyer le 2 novembre 1942 - Après des réparations effectuées à Nouméa, il revient sur le théâtre des opérations à partir du | ,                                                                                                 |
| Destroyer                                                                                         | USS Duncan                                                                                        |                                                                                                   | DD-485                                                                                            | Lt. Comdr. Edmund Battelle Taylor                                                                           | - Arrivé à Espiritu Santo le 14 septembre 1942 - Rejoint l'escorte de l'USS Wasp - Lourdement endommagé au sein de la Task Force 64, lors de la bataille du cap Espérance il coule le 12 octobre 1942 après plusieurs tentatives de salvage, à 6 milles (9,7 km) au nord de l'île de Savo | ,                                                                                                 |
| Destroyer                                                                                         | USS McCalla                                                                                       |                                                                                                   | DD-488                                                                                            | Lt.Comdr. William Goodwin Cooper                                                                            | - Arrivé à Nouméa le 28 septembre 1942 - Rejoint la Task Force 64 le 7 octobre 1942 participant à la bataille du cap Espérance | ,                                                                                                 |
| Destroyer                                                                                         | USS Fletcher                                                                                      |                                                                                                   | DD-445                                                                                            | - Lt. Comdr. William Machant Cole - Lt. Comdr. Frank Lesher Johnson                                         | - Arrivé à Nouméa le 5 octobre 1942 - Participe à la bataille des îles Santa Cruz - Participe à la bataille navale de Guadalcanal - Participe à la bataille de Tassafaronga | ,                                                                                                 |
| Destroyer                                                                                         | USS Cushing                                                                                       |                                                                                                   | DD-376                                                                                            | Lt. Comdr. Christopher Noble Comdr. Edward Nelson (Butch) Parker                                            | - Arrivé vers la fin du mois d'août 1942 - Participe à la bataille des îles Santa Cruz - Coulé dans la nuit du 13 novembre 1942 au cours de la bataille navale de Guadalcanal | ,                                                                                                 |
| Destroyer                                                                                         | USS O'Bannon                                                                                      |                                                                                                   | DD-450                                                                                            | Comdr. Edwin Richard Wilkinson                                                                              | - Arrivé fin septembre ou début octobre 1942 - Participe à la bataille navale de Guadalcanal au cours de laquelle sa participation est décisive dans la destruction du croiseur japonais Hiei | ,                                                                                                 |
| Destroyer                                                                                         | USS Nicholas                                                                                      |                                                                                                   | DD-449                                                                                            | Lt. Comdr. William Drane Brown                                                                              | - Arrivé le 27 septembre 1942 | ,                                                                                                 |
| Destroyer                                                                                         | USS Lardner                                                                                       |                                                                                                   | DD-487                                                                                            | Lt. Comdr. Willard Merton Sweetser                                                                          | - Arrivé le 3 septembre 1942 à Nukuʻalofa dans les Îles Tonga - Participe à la bataille de Tassafaronga | ,                                                                                                 |
| Destroyer                                                                                         | USS Lamson                                                                                        |                                                                                                   | DD-367                                                                                            | Lt. Comdr. Joseph Russell Rubins                                                                            | - Arrivé le 30 novembre 1942 rejoint la Task Force 67 pour le début de la bataille de Tassafaronga - Participe à la bataille de Tassafaronga | ,                                                                                                 |
| Destroyer                                                                                         | USS Mahan                                                                                         |                                                                                                   | DD-364                                                                                            | Lt. Comdr. Rodger Whitten Simpson                                                                           | - Arrivé le 27 octobre 1942 avec la Task Force 61\| au large des îles Santa Cruz - Participe à la bataille des îles Santa Cruz au cours de laquelle il entre en collision avec le cuirassé USS South Dakota - Évacué vers Nouméa puis Pearl Harbor pour des réparations avant de revenir dans le Pacifique sud-ouest à partir du 9 janvier 1943 | ,                                                                                                 |
| Destroyer                                                                                         | USS La Vallette                                                                                   |                                                                                                   | DD-448                                                                                            | Lt. Comdr. Harry Havelock Henderson                                                                         | - Arrivé le 29 janvier 1942 il rejoint la Task Force 18 et participe à la bataille de l'île de Rennell - Il est frappé par une torpille au cours des combats le 30 janvier 1942 | ,                                                                                                 |
| Destroyer                                                                                         | USS Meredith                                                                                      |                                                                                                   | DD-434                                                                                            | Lt. Comdr. Harry Ensor Hubbard                                                                              | - Arrivé le 30 août 1942 à Pago Pago dans les îles Samoa - Effectue des missions d'escorte des convois de transport et de ravitaillement pour les troupes au sol - Coulé le 15 octobre 1942 lors d'escorte d'un convoi | ,                                                                                                 |
| Destroyer                                                                                         | USS Meade                                                                                         |                                                                                                   | DD-450                                                                                            | Lt. Comdr. Raymond Starr Lamb                                                                               | - Arrivé le 14 septembre 1942 à Tongatapu - Participe à la bataille navale de Guadalcanal au cours de laquelle il détruit 4 transports de troupes japonais au nord de Tassafaronga - Il participe également au sauvetage des survivants de l'USS Preston, de l'USS Walke et de l'USS Juneau | ,                                                                                                 |
| Destroyer                                                                                         | USS Montgomery                                                                                    |                                                                                                   | DD-121                                                                                            | Lt. Comdr. Raymond Starr Lamb                                                                               | - Arrivé au mois d'avril 1942 à Savu dans les îles Fidji - Participe aux opérations de protections de convois et à la pose de champs de mines | ,                                                                                                 |
| Destroyer                                                                                         | USS De Haven                                                                                      |                                                                                                   | DD-367                                                                                            | Comdr. Charles E. Tolman Jr.                                                                                | - Arrivé le 28 novembre 1942 à Nukuʻalofa dans les Îles Tonga - Coulé le 1er février 1943 au cours d'un mission d'escorte - Il est considéré comme le dernier destroyer coulé au cours de la campagne de Guadalcanal. | ,                                                                                                 |
| Destroyer                                                                                         | USS Radford                                                                                       |                                                                                                   | DD-446                                                                                            | Lt. Comdr. William Kilian Romoser                                                                           | - Arrivé vers le 17 janvier 1943 à Nouméa | ,                                                                                                 |
| Destroyer                                                                                         | USS Porter                                                                                        |                                                                                                   | DD-356                                                                                            | Lt. Comdr. David Gillies Roberts                                                                            | - Arrivé le 26 octobre 1942 rejoignant les TF 16 et 17 - Torpillé le jour même au cours de la bataille des îles Santa Cruz. Il sera coulé par l'USS Shaw après le sauvetage des survivants de son équipage. | ,                                                                                                 |
| Destroyer                                                                                         | USS Preston                                                                                       |                                                                                                   | DD-379                                                                                            | Comdr. Max Clifford Stormes                                                                                 | - Arrivé le 24 octobre 1942 avec la Task Force 16 - Participe à la bataille des îles Santa Cruz - Coulé au soir du 14 novembre 1942 au cours de la bataille navale de Guadalcanal | ,                                                                                                 |
| Destroyer                                                                                         | USS Smith                                                                                         |                                                                                                   | DD-378                                                                                            | Lt. Comdr. Hunter Wood Jr.                                                                                  | - Rejoint la Task Force 16 au tour de l'USS Enterprise qui part de Pearl Harbor le 16 octobre 1942 pour Guadalcanal - Participe à la bataille des îles Santa Cruz au cours de laquelle il est lourdement endommagé par un bombardier japonais qui s'écrase sur son gaillard d'avant le 26 octobre 1942 - Rejoint Nouméa le soir même après les combats pour des réparations de fortune - Quitte la zone des opérations le 5 novembre 1942 pour Pearl Harbor                                                                                         | ,                                                                                                 |
| Destroyer                                                                                         | USS Shaw                                                                                          |                                                                                                   | DD-373                                                                                            | Lt. Comdr. Wilbur Glenn Jones                                                                               | - Arrivé le 26 octobre 1942 rejoignant les TF 16 et 17 - Participe à la bataille des îles Santa Cruz - Echoué le 10 janvier 1942 sur un récif à l'entrée du port de Nouméa | ,                                                                                                 |
| Destroyer                                                                                         | USS Woodworth                                                                                     |                                                                                                   | DD-460                                                                                            | Comdr. Virgil Francis Gordinier                                                                             | - Arrivé au début du mois de janvier 1943 à Espiritu Santo dans les Nouvelles-Hébrides | ,                                                                                                 |
| Destroyer                                                                                         | USS Drayton                                                                                       |                                                                                                   | DD-366                                                                                            | Comdr. Jacob Elliott Cooper                                                                                 | - Arrivé le 27 novembre 1942 à Espiritu Santo dans les Nouvelles-Hébrides - Participe à la bataille de Tassafaronga | ,                                                                                                 |
| Destroyer                                                                                         | USS Perkins                                                                                       |                                                                                                   | DD-377                                                                                            | Lt. Comdr. Walter Chilcot Ford                                                                              | - Arrivé le 27 novembre 1942 à Espiritu Santo dans les Nouvelles-Hébrides - Participe à la bataille de Tassafaronga | ,                                                                                                 |
| Destroyer                                                                                         | USS Sands                                                                                         |                                                                                                   | DD-243                                                                                            | Lt. Comdr. John Treadwell Bowers Jr.                                                                        | - Arrivé le 22 janvier 1943 à Espiritu Santo dans les Nouvelles-Hébrides - Participe à des missions de transport et d'escorte vers Tulagi et Guadalcanal - Participe à la bataille de l'île de Rennell - Fait partie de l'escorte de l'Chicago le 29 janvier 1943 lorsque ce dernier est coulé | ,                                                                                                 |
| Destroyer                                                                                         | USS Waller                                                                                        |                                                                                                   | DD-466                                                                                            | Comdr. Laurence H. Frost                                                                                    | - Arrivé le 21 janvier 1943 à Espiritu Santo dans les Nouvelles-Hébrides - Rejoint la Task Force 18 dès le 27 janvier 1943 - Participe à la bataille de l'île de Rennell - Fait partie de l'escorte de l'Chicago le 29 janvier 1943 lorsque ce dernier est coulé | ,                                                                                                 |
| Destroyer                                                                                         | USS Conway                                                                                        |                                                                                                   | DD-507                                                                                            | Comdr. Nathaniel Scudder Prime                                                                              | - Arrivé le 22 janvier 1943 à Efate dans les Nouvelles-Hébrides - Rejoint la Task Force 18 dès le 27 janvier 1943 - Participe à la bataille de l'île de Rennell - Fait partie de l'escorte de l'Chicago le 29 janvier 1943 lorsque ce dernier est coulé | ,                                                                                                 |
| Destroyer                                                                                         | USS Chevalier                                                                                     |                                                                                                   | DD-451                                                                                            | Lt. Comdr. John Treadwell Bowers Jr.                                                                        | - Arrivé le 22 janvier 1943 à Espiritu Santo dans les Nouvelles-Hébrides - Rejoint la Task Force 18 dès le 27 janvier 1943 - Participe à la bataille de l'île de Rennell - Fait partie de l'escorte de l'Chicago le 29 janvier 1943 lorsque ce dernier est coulé | ,                                                                                                 |
| Destroyer                                                                                         | USS Edwards                                                                                       |                                                                                                   | DD-619                                                                                            | Lt. Comdr. Paul Gordon Osler                                                                                | - Arrivé le 26 janvier 1943 à Efate dans les Nouvelles-Hébrides - Rejoint la Task Force 18 dès le 27 janvier 1943 - Participe à la bataille de l'île de Rennell - Fait partie de l'escorte de l'Chicago le 29 janvier 1943 lorsque ce dernier est coulé | ,                                                                                                 |
| Destroyer                                                                                         | USS Taylor                                                                                        |                                                                                                   | DD-468                                                                                            | Lt. Comdr. Benjamin Jacob Katz                                                                              | - Rejoint la Task Force 18 à Nouméa le 4 janvier 1943 - Participe à la bataille de l'île de Rennell - Fait partie de l'escorte de l'Chicago le 29 janvier 1943 lorsque ce dernier est coulé | ,                                                                                                 |
| Destroyer                                                                                         | USS Case                                                                                          |                                                                                                   | DD-370                                                                                            | Comdr. Daniel Thomas Birtwell Jr.                                                                           | - Arrivé le 20 décembre 1942 dans les Îles Fidji - Participe essentiellement à des escortes de convois entre les Îles Fidji et les Îles Salomon | ,                                                                                                 |
| Destroyer                                                                                         | USS Cummings                                                                                      |                                                                                                   | DD-365                                                                                            | Lt. Comdr. George Dudley Cooper                                                                             | - Arrivé le novembre 1942 dans les Îles Fidji - Participe essentiellement à des escortes de convois entre les Îles Fidji et les Îles Salomon jusqu'en mai 1943 | ,                                                                                                 |
| Destroyer                                                                                         | USS Fanning                                                                                       |                                                                                                   | DD-385                                                                                            | Lt. Comdr. Ronald MacNicol MacKinnon                                                                        | - Effectue des missions de patrouille et d'escorte au sein de la Task Force 11 entre novembre 1942 et janvier 1943 dans les Îles Salomon - Participe aux combats contre les japonais en janvier 1943 au sein de la TF 11 | ,                                                                                                 |
| Destroyer                                                                                         | USS Frazier                                                                                       |                                                                                                   | DD-607                                                                                            | Lt. Comdr. Frank Virden                                                                                     | - Arrivé le 9 décembre 1942 à Nouméa - Participe aux missions de patrouille et d'escorte de convois dans les Îles Salomon | ,                                                                                                 |
| Sous-marin                                                                                        | USS Nautilus                                                                                      |                                                                                                   | SS-168                                                                                            | Lt. Comdr. William H. Brockman Jr.                                                                          | - Arrivé le 13 décembre 1942 pour sa quatrième patrouille de guerre - Il coule le cargo japonais Yosinogawa Maru et endommage un pétrolier, un cargo et destroyer - Sa patrouille dans les îles Salomon prend fin le 4 février 1943 | ,                                                                                                 |
| Sous-marin                                                                                        | USS S-38                                                                                          |                                                                                                   | SS-143                                                                                            | | - Participe aux opérations sous-marines dans les Îles Salomon dès le 1er juillet 1942 - Il entame sa deuxième patrouille dans les Îles Salomon dès le 4 août 1942 au large de la Nouvelle-Bretagne et de la Nouvelle-Irlande - Il torpille le navire de transport japonais Meyio Maru le 8 août 1942 au large du Cap Saint-Georges - Il quitte le théâtre des opérations le 15 août 1942 | ,                                                                                                 |
| Sous-marin                                                                                        | USS S-44                                                                                          |                                                                                                   | SS-155                                                                                            | Lt. Comdr. John R. Moore                                                                                    | - Participe aux opérations sous-marines dans les Îles Salomon dès le 8 juin 1942 - Il torpille le croiseur japonais Kako le 10 août 1942 au lendemain de la victoire tactique japonaise de la bataille de l'île de Savo - Il effectue une quatrième patrouille sous-marine à partir du 17 septembre 1942, au cours de laquelle il endommage un destroyer japonais le 4 octobre - Il quitte le théâtre des opérations le 8 octobre | ,                                                                                                 |
| Sous-marin                                                                                        | USS Grampus                                                                                       |                                                                                                   | SS-207                                                                                            | Lt. Comdr. John R. Craig                                                                                    | - Effectue sa quatrième patrouille de guerre dans les Îles Salomon (Choiseul et Vella Lavella) du 25 septembre 1942 au 23 novembre 1942 - Effectue sa cinquième patrouille de guerre dans les Îles Salomon du 14 décembre 1942 au 19 janvier 1943 - Effectue sa sixième patrouille de guerre dans les Îles Salomon du 11 février 1943 à sa disparition au large de la Nouvelle-Bretagne vers le 18 février 1943 | ,                                                                                                 |
| Destroyer de transport                                                                            | USS Manley                                                                                        |                                                                                                   | APD-1                                                                                             | Lt.Comdr. James Sturgis Willis                                                                              | - Arrivée le 14 août 1942 à Espiritu Santo dans les Nouvelles-Hébrides | ,                                                                                                 |
| Destroyer de transport                                                                            | USS Stringham                                                                                     |                                                                                                   | APD-6                                                                                             | Lt.Comdr. Clarence Evans Boyd de mars à novembre 1942 Lt.Comdr. Adolfe Wildner de novembre 1942 à mars 1943 | - Arrivé le 14 août 1942 à Espiritu Santo dans les Nouvelles-Hébrides - Départ le 5 octobre 1942 pour la Californie | ,                                                                                                 |
| Canonnière                                                                                        | USS Jamestown                                                                                     |                                                                                                   | PG-55                                                                                             | Lt. Comdr. Charles Black Beasley                                                                            | - Arrivé le 19 septembre 1942 à Nouméa - Il sert durant toute la durée de son séjour comme ravitailleur pour les vedettes lance-torpille (PT-Boat). Il participe également à des opérations logistiques en soutien des troupes au sol, ainsi qu'à la réparation des navires endommagés | ,                                                                                                 |
| Destroyer ravitailleur d'hydravion                                                                | USS McFarland                                                                                     |                                                                                                   | AVD-14                                                                                            | Lt. Comdr. Joseph Lester Kane (oct. 1940-oct.1942) Lt. Comdr. John Clement Alderman (oct.1942-jan. 1943)    | - Arrivé le 16 juin 1942 à Nouméa - Participe aux missions de transport logistique au profit des troupes au sol (ravitaillement, évacuation des blessés, etc.) - Lourdement endommagé lors d'une attaque aérienne le 16 octobre 1942 - Départ définitif le 17 décembre 1942 | ,                                                                                                 |
| Dragueur de mines                                                                                 | USS Vireo                                                                                         |                                                                                                   | AM-52                                                                                             | Lt. James Claude Legg                                                                                       | - Arrivé le 8 octobre 1942 à Espiritu Santo - Participe aux opérations d'approvisionnement des troupes aux sol en remorquant des barges remplies de fûts de carburant pour avions et de bombes destinés aux avions de Henderson Field | ,                                                                                                 |
| Pétrolier                                                                                         | USS Guadalupe                                                                                     |                                                                                                   | AO-32                                                                                             | Comdr. J. S. Freeman                                                                                        | - Arrivé le 29 août 1942 - Départ le 16 décembre 1942 | ,                                                                                                 |
| Remorqueur                                                                                        | USS Bobolink                                                                                      |                                                                                                   | AT-131                                                                                            | Lt. James Louis Foley                                                                                       | - Arrivé au mois de septembre 1942 dans le Pacifique sud où il participe aux opérations entre Guadalcanal, les Îles Salomon, les Nouvelles Hébrides et la Nouvelle Calédonie | ,                                                                                                 |
| Remorqueur                                                                                        | USS Navajo                                                                                        |                                                                                                   | AT-64                                                                                             | Lt. Comdr. Joseph Alphonse Ouellet jusqu'au 1er décembre 1942 puis LTjg. Frank Rigley                       | - Arrivé sur la zone des opérations juste après le débarquement du 7 août 1942 - Participe à de multiples missions de remorquage, de sauvetage et de réparation des navires y compris dans les zones de combat (Tulagi, Guadalcanal, Rennell). - Il remorque notamment l'USS Portland endommagé au cours de la bataille navale de Guadalcanal - Il remorque l'USS Chicago au cours de la bataille de l'île de Rennell avant que ce dernier ne soit coulé le lendemain par une deuxième attaque aérienne                                             | ,                                                                                                 |
| Remorqueur                                                                                        | USS Seminole                                                                                      |                                                                                                   | AT-65                                                                                             | Lt. Comdr. William Galusha Fewel                                                                            | - Arrivé le 29 août 1942 à Tongatapu - Initialement employé à des missions d'escorte à Nukualofa et Tongatapu jusqu'au 8 octobre 1942 - Affecté à Tulagi à compter du 18 octobre 1942 à des missions de transport de munitions, de carburant et de troupes - Coulé le 25 octobre 1942 par trois destroyers japonais, après avoir débarque du carburant d'aviation, des obusiers et des Marines à proximité de Lunga Point | ,                                                                                                 |
| Navire cargo                                                                                      | USS Kopara                                                                                        |                                                                                                   | AK-62                                                                                             | LTjg. Horace Robert Greeley                                                                                 | - Arrivé le 14 octobre 1942 à Espiritu Santo - Participe aux approvisionnements logistiques des troupes au sol durant toute la période - Effectue plusieurs missions sous le feu directe ennemi et notamment pendant la bataille navale de Guadalcanal | ,                                                                                                 |
| Navire auxiliaire                                                                                 | USS Vestal                                                                                        |                                                                                                   | AR-4                                                                                              | Comdr. Watson Twitty Singer                                                                                 | - Arrivé le 29 août 1942 à Tongatapu - Sert comme navire atelier et participe aux réparations de plusieurs dizaines de navires parmi lesquels notamment le Saratoga, le South Dakota, le North Carolina et l'Enterprise, endommagés dans les opérations et au cours des différentes batailles - À partir de la fin du mois d'octobre il poursuit son service de réparation et de maintenance à partir de Nouméa jusqu'au 13 novembre 1942, date à laquelle il repart pour Espiritu Santo pour une année complète de service                         | ,                                                                                                 |

## Liens internet
- (en) DANFS, « Dictionary of American Naval Fighting Ships », 2004
- (en) Patrick W. Clancey, « Hyper War, US Navy in World War II - Ships of the U.S. Navy, 1940-1945 », 2010
- (en) Paul R. Yarnall, « NavSource Naval History - Photographic History Of The U.S. Navy », 1996-2006
- (en) David W. McComb, « Destroyer History Foundation », 2000-2014 (consulté le 30 juin 2014)
- (en) Justin Taylan, « Pacific Wrecks », 1995-2014 (consulté le 6 août 2014)
- (en) Office of Naval Intelligence United States Navy, « Battle of Guadalcanal 11-15 november 1942 », 1944
- (en) USMC 1st Division United States Navy, « Report on Guadalcanal Operation Volume 1 », 1942

## Ouvrages
- (en) Charles A. Bartholomew et William I. Milwee, Mud, Muscle, and Miracles : Marine Salvage in the United States Navy, Createspace Independent Pub, 2013, 636 p. (ISBN 978-1-4942-5897-9)
- (en) John J. Domagalski, Lost at Guadalcanal : The Final Battles of the Astoria and Chicago as Described by Survivors and in Official Reports, McFarland, 2010, 232 p. (ISBN 978-0-7864-6007-6, lire en ligne)
- (en) Edward Peary Stafford, The Big E : The Story of the USS Enterprise, First Bluejacket books printing, 2002 (1re éd. 1962), 585 p. (ISBN 1-55750-998-0, EAN 9781557509987)
- (en) Russell Crenshaw Jr., South Pacific Destroyer : The Battle for the Solomons from Savo Island to Vella Gulf, Naval Institute Press, 2014, 304 p. (ISBN 978-1-61251-550-2, lire en ligne)